# Leuconemacris xizangensis
Leuconemacris xizangensis är en insektsart som först beskrevs av Yin, X.-c. 1984.  Leuconemacris xizangensis ingår i släktet Leuconemacris och familjen gräshoppor. Inga underarter finns listade i Catalogue of Life.